# 2012 par pays en Afrique
Les évènements de l'année 2012 en Afrique. 

## Continent africain par trimestre

### Premier trimestre
- 12 février : finale de la CAN 2012, remportée par la Zambie face à la Côte d'Ivoire ( 0-0 puis 8 tirs au but à 7).

## Continent africain par pays

### Algérie
- 11 avril : décès de Ahmed Ben Bella  à Alger (°25 décembre 1916), premier président de la République algérienne démocratique et populaire.
- 10 mai : élections législatives.

### Angola
- 31 août : élections législatives.

### Burkina Faso
- 2 décembre : élections législatives.

### République centrafricaine
- La deuxième guerre civile de Centrafrique commence en décembre.

### République du Congo
- 4 mars : explosion du dépôt d'armes de Mpila à Brazzaville.
- 15 juillet et 5 août : élections législatives.

### Égypte
- 3 et 10 janvier : troisième étape des élections législatives.
- 23-24 mai et 16-17 juin : élection présidentielle, Mohamed Morsi est élu.
- 15 et 22 décembre : référendum constitutionnel pour adopter la Constitution de 2012.

### Gambie
- 29 mars : élections législatives.

### Ghana
- 7 décembre : élection présidentielle.

### Guinée-Bissau
- 12 avril : coup d'État militaire.

### Lesotho
- 26 mai : élections législatives.

### Libye
- 11 septembre : attaque de Benghazi contre l'enceinte diplomatique américaine.

### Malawi
- 6 avril : mort du président Bingu wa Mutharika ; Joyce Banda est nommée présidente par intérim.

### Mozambique
- 19-28 janvier : le cyclone Funso frappe le Mozambique et le Malawi.

### Nigeria
- Du 5 au 20 janvier : série d'attaques au Nigéria en janvier 2012 (en)
- 8 avril : attentat de Kaduna.

### Sénégal
- 26 février et 25 mars : élection présidentielle, Macky Sall est élu.
- 1er juillet : élections législatives.

### Sierra Leone
- 17 novembre : élection présidentielle.

### Somalie
- 10 septembre : élection présidentielle.